# Platydictya hattorii
Platydictya hattorii är en bladmossart som beskrevs av Hiroshi Kanda 1975 [1976. Platydictya hattorii ingår i släktet Platydictya och familjen Amblystegiaceae. Inga underarter finns listade i Catalogue of Life.